# Musik in Vietnam
Die Musik in Vietnam wurde im 1. Jahrtausend durch die chinesische Herrschaft geprägt. Zuvor gehörte Vietnam zum Gebiet der durch archäologische Zeugnisse („Bronzetrommeln“) bekannten Dong-Son-Kultur. Der Einfluss der chinesischen Musik auf die höfische Musik des Nordreichs erreichte seinen Höhepunkt zwischen dem 15. und 18. Jahrhundert. Weitere Elemente der unterschiedlichen vietnamesischen Musikstile sind einheimisch, manche haben ihren Ursprung im Königreich Champa, einem mittelalterlichen hinduistischen Reich im Süden des Landes, das durch malaiische und indische Einflüsse geprägt wurde. Europäische Übernahmen begannen mit französischen Missionaren und Siedlern im 16. Jahrhundert. Der französische Einfluss prägte die Musik Vietnams besonders während der französischen Kolonialherrschaft Ende des 19. und Anfang des 20. Jahrhunderts, als westliche Musikinstrumente und Musikstile eingeführt wurden. Populäre US-amerikanische und andere westliche Musikimporte trugen im Verlauf des 20. Jahrhunderts zur Marginalisierung der Musikkultur der Minderheitenvölker oder zu ihrer Adaption an eine internationale Aufführungsästhetik bei.
Mit 54 ethnischen Gruppen in Vietnam existieren entsprechend unterschiedliche traditionelle Musikstile, die nur zum Teil wissenschaftlich untersucht wurden. Die Musik der Mehrheitsbevölkerung Kinh umfasst Chèo (vietnamesisches Bauerntheater), Tuồng (klassische vietnamesische Oper), Xẩm („Volksmusik der blinden Bettler“), Đờn ca tài tử („Musik der Amateure“), Quan họ („abwechselnder Gesang“), Ca trù usw. Die traditionelle Musik lässt sich auch regional in Süden, Mitte, Zentrales Hochland, Norden usw. unterteilen.

## Merkmale

### Musikinstrumente

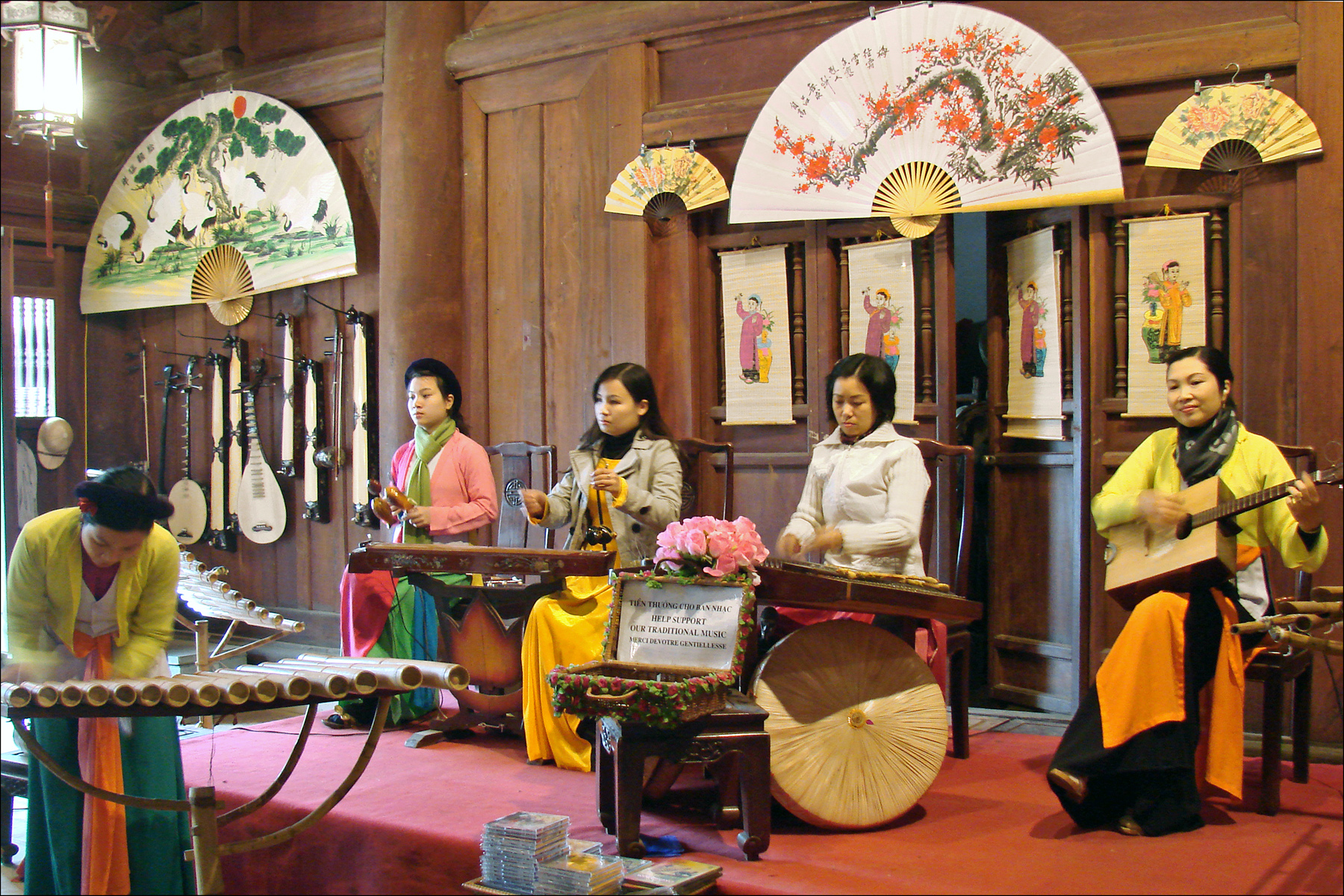
Traditionelles Orchester im Literaturtempel, Hanoi

Viele archaische Instrumente sind in ihrem Ursprung und ihrer Benennung chinesisch. Wie in China wurden die Instrumente in acht Kategorien unterteilt: Stein, Metall, Seide, Bambus, Holz, Tierhaut, Kürbis und Ton. Ungefähr 300 von denen finden bis heute Verwendung.

#### Blasinstrumente
Zu den Flöten gehören zum Beispiel die Bambusquerflöte sáo or địch (abgeleitet von der chinesischen di) und die zylindrische Längsflöte tiêu (abgeleitet von der chinesischen xiao). Weitere Blasinstrumente sind die Oboe kèn (ähnelt der chinesischen suona und es gibt von ihr mehrere Varianten), die Mundorgel khèn (gespielt von den ethnischen Minderheiten Thái und Triêng) und einige seitlich angeblasene Naturhörner wie die pí mo der Thái und die ki pá der Jarai. Die ethnischen Minderheiten Êđê und Mnông spielen ein der khèn ähnliches Instrument namens đing năm oder m'buố bestehend aus Bambusröhren und einer Windlade aus Flaschenkürbis.
Zu den Blasinstrumenten, die heute nicht mehr gespielt werden, gehören unter anderem die Mundorgel sinh (abgeleitet von der chinesischen sheng), das Büffellängshorn tù và und das Schneckenhorn hải loa.

#### Saiteninstrumente

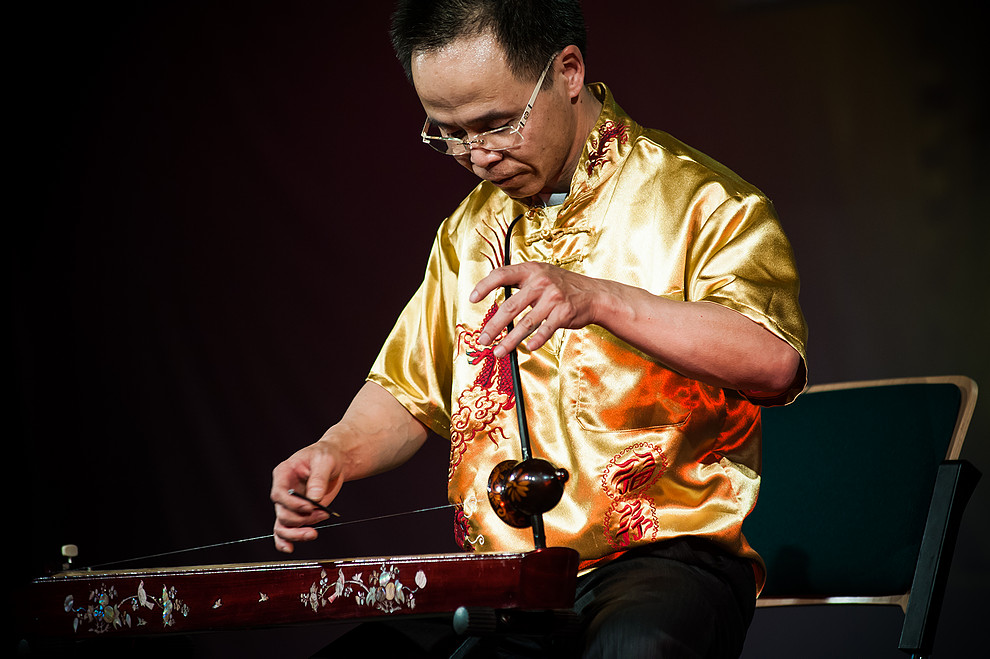
Musiker mit einer đàn bầu

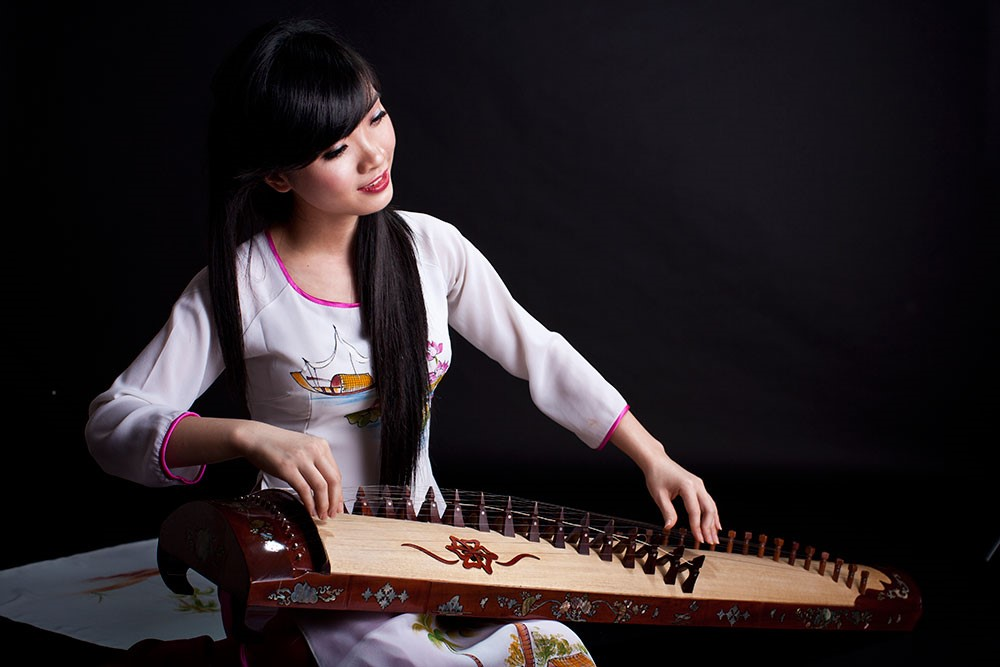
Đàn tranh spielende Musikerin

Zu den Zitherinstrumenten gehören zum Beispiel die einsaitige Kastenzither đàn bầu oder đàn độc huyền, die 16-saitige Wölbbrettzither đàn tranh, die Erdzither trống quân (gespielt in Nordvietnam) und die Bambusröhrenzither roding, ding goong oder ding put (gespielt von ethnischen Minderheiten im zentralen Hochland).
Einige Beispiele für Lauten sind die zweisaitige mondförmige Langhalslaute đàn nguyệt, die đàn đoản („Kurzhalslaute“) oder đàn tầu („chinesische Laute“), welche vietnamesische Bezeichnungen für die chinesische yueqin darstellen, die dreisaitige Laute đàn tam oder tam huyền mit rundem Resonanzkörper (ähnelt der chinesischen sanxian), die dreisaitige Kastenlanghalslaute đàn đáy (gespielt in Nordvietnam und in Ca trù), die viersaitige birnenförmige Laute đàn tỳ bà (ähnelt der chinesischen pipa) und die Langhalslaute tính tẩu oder đàn tính (gespielt von den Thái und Nùng im Norden Vietnams) mit einem Resonanzkörper aus Flaschenkürbis.
Zu den Streichinstrumenten gehören zum Beispiel die zweisaitige Röhrenspießgeige đàn nhị oder đàn cò (ähnelt der chinesischen erxian) mit ihren vielen verschiedenen Varianten, das zweisaitige Streichinstrument đàn gáo (ähnelt der kambodschanischen tror u und der laotischen so u) mit einer leeren Kokosschale als Resonanzkörper und die vĩ cầm oder viô-lông (vietnamesische Bezeichnungen für die Violine).
Ein bekanntes Zupfinstrument ist die lục huyền cam („sechssaitiges Instrument“) oder ghi-ta, die eine Modifikation der europäischen Gitarre darstellt.

#### Membranophone
Zu den einfelligen Trommeln gehören zum Beispiel die bồng mit Form einer Sanduhr (wird mit zwei Händen geschlagen), die trống cái (geschlagen mit einem Schlägel), die in der höfischen Musik von Huế in Südvietnam gespielt wird, und die baranưng (große Rahmentrommel aus dem Chàm-Volk).
Bekannte zweifellige Trommeln sind die đại cổ („große Trommel“, fassförmige Trommel geschlagen mit einem oder zwei Schlägeln), die tiểu cổ (kleine, zweifellige Trommel), die trống chiến („Kriegstrommel“, fassförmige Trommel für das traditionelle Theater), die trống nhạc (ein Paar flache, zylindrische Trommeln für die zeremonielle Musik), die trống cơm („Reistrommel“, fassförmige Trommel ähnlich der südindischen mṛdaṅgam) und die ganang (fassförmige Trommel aus dem Cham-Volk).

#### Idiophone
Zu den Schlagidiophonen gehören die sinh tiền oder sênh tiền (Klapper aus drei Brettchen, den chinesischen paiban entsprechend), die sanh (ein Paar Holzklappern), die song lang (kleiner Holzblock geschlagen mit einem mit dem Block verbundenen kleinen Holzball), die mõ gia trì (Holzfisch für buddhistische Zeremonien, ähnelt der chinesischen muyu), die mõ (eine Schlitztrommel für Zeremonien), die mõ sứng (Teil eines ausgehöhlten Büffelhorns), die chung oder chuông (Glocken für die konfuzianische oder buddhistische Musik), die chiêng (Buckelgongs), die la (Flachgongs, den chinesischen luo entsprechend), die bạt (kleine Becken) und die chập chõa (große Becken in unterschiedlichen Größen).

### Instrumentalensembles
Ein wichtiger Bestandteil der vietnamesischen Musik ist die Vokalmusik, deren Lieder und gesungene Poesien im Prä- und Interludium von Kammermusik- und Theaterensembles gespielt werden. Die Theaterensembles unterscheiden sich je nach Theaterform (traditionelles Theater, Volkstheater oder modernes Theater). Die Unterhaltungs- bzw. Kammermusikensembles bestehen aus drei Instrumenten (16-saitige Zither, zweisaitige Fidel und Mondlaute bzw. birnenförmige Laute). Die Größe dieser Ensembles ist variabel. Bei einem fünfgliedrigen Ensemble spricht man von ngũ tuyệt und in dem werden sämtliche Instrumente des dreigliedrigen Ensembles und zusätzlich eine dreisaitige Laute bzw. ein Monochord gespielt. Bei einem sechsgliedrigen Ensemble kommt eine Querflöte hinzu.
Die Instrumentalmusik unterscheidet sich im Flach- und Hochland Vietnams, wobei im Flachland diese in religiösen Zeremonien und früher auch im königlichen Hof gespielt wurde. Im Hochland (genauer im zentralen Hochland) tritt sie hauptsächlich in Form von Gong-Ensembles der Minderheitenkulturen in Erscheinung.
Das Orchester des königlichen Hofs umfasst drei Instrumentalensembles: die đại nhạc („großes Ensemble“), die nhạc huyền (Ensemble aus Stabspielen mit Klangstäben aus Bronze und Stein) und die tiểu nhạc oder nhã nhạc („kleines Ensemble“). Die đại nhạc verwendet Trommeln, Gongs und Blasinstrumente (Oboen und Schneckenhörner). In einem typischen đại nhạc-Ensemble im 20. Jahrhundert kamen als Blasinstrumente Wasserbüffelhörner hinzu. Die đại nhạc- und nhạc huyền-Ensembles spielten nur an wichtigen Veranstaltungen. Das „kleine Ensemble“ nhã nhạc besteht aus zwei Querflöten, einer einsaitigen Fidel, einer mond- und birnenförmigen sowie einer dreisaitigen Laute, einer kleinen einfelligen Trommel, der sinh tiền und drei kleinen Gongs. In der Zitadelle von Huế treten heutzutage nur nhã nhạc-Ensembles auf. Die zeremonielle Musik in Südvietnam (nhạc lễ) besteht aus Streichinstrumenten (văn) und Schlaginstrumenten (võ).
Für die Minderheitenkulturen im zentralen Hochland spielen Gongs eine wichtige Rolle. Die Anzahl der Gongs und die Spielweise in einem Gong-Ensemble unterscheidet sich je nach ethnischer Minderheit oder Veranstaltung. Große Aufführungen mit bis zu 23 Gongs werden von den Jarai und Bahnar oftmals zum Wasserbüffel-Fest veranstaltet. Viele Minderheiten verwenden eine Trommel als Lead-Instrument, die den Beginn und das Ende einer Aufführung signalisiert. Des Weiteren wird die linke Hand verwendet, um den Klang der Gongs zu regulieren. Typische Gong-Ensembles sind die der Brâu, der Êđê und der Jarai. Die Chàm spielen zum Tanz zwei Gongs und eine handgeschlagene Trommel nach dem Call-and-Response-Prinzip.

### Melodie
Die vietnamesische Musik basiert auf mündlichen Überlieferungen und die schriftliche Notation dient lediglich als eine Art Ratgeber. Die Melodien bauen generell auf dem pentatonischen System auf (zum Beispiel C, D, F, G, A), zu der zwei Hilfstöne (E, B) hinzugefügt werden können, um andere pentatonische Melodien zu erzeugen. Ein Lied, dem für gewöhnlich ein Präludium vorangeht, kann langsam, im mäßigen Tempo oder schnell gesungen werden mit Halben oder Vierteln als Notenwert der Zählzeit. Eine einfache kontrapunktische Begleitung (Gegenstimme) mit Einklängen und Oktaven an den Anfangspunkten von Phrasen wird verwendet. Außerhalb der ersten Beats sind Quinten, Quarten, Terzen und sogar Sekunden erlaubt. Der Modus weist Ähnlichkeiten mit der javanesischen und der burmesischen Musik auf.

## Geschichte

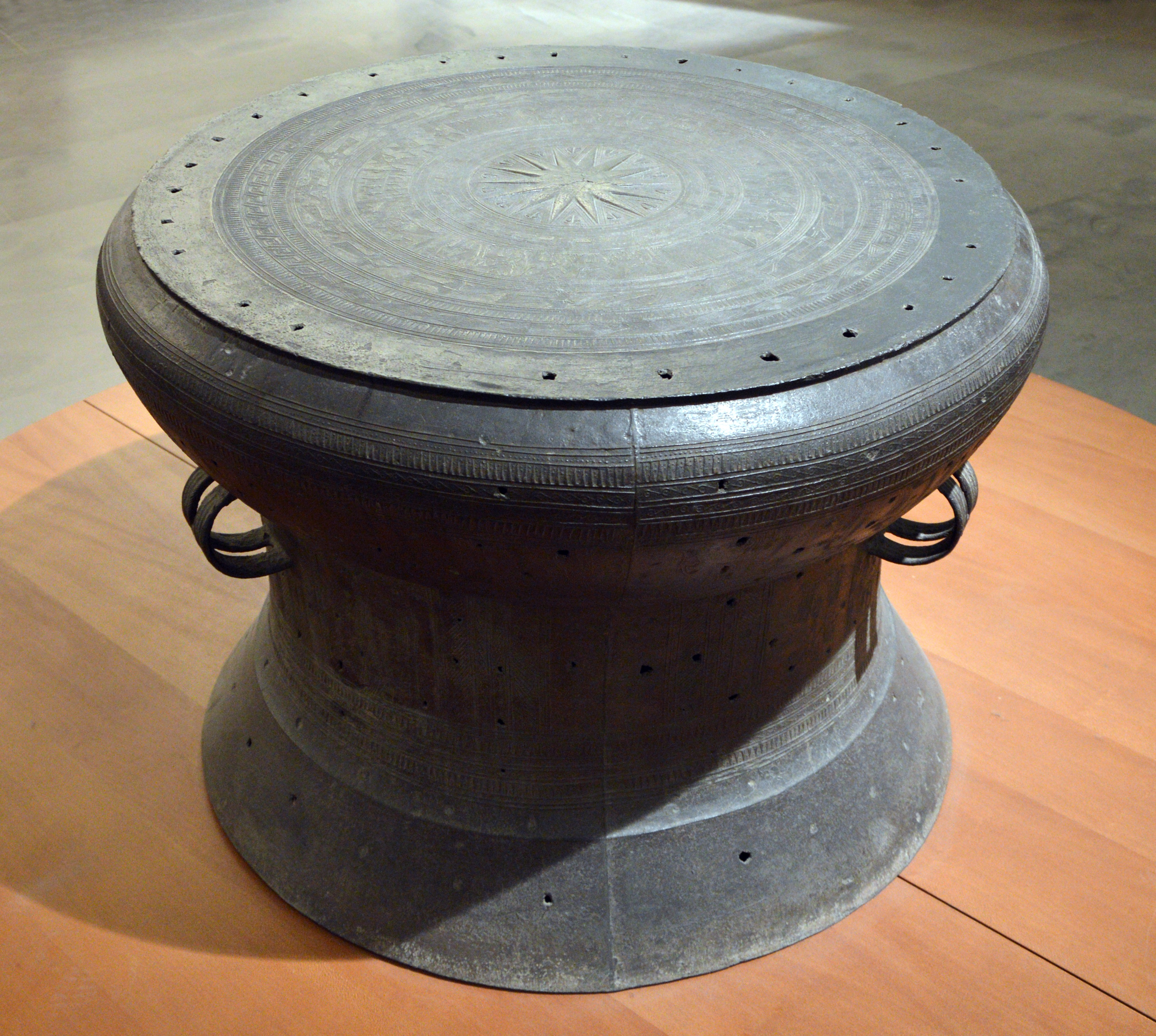
Dong-Son-Trommel aus der Dong-Son-Kultur (aus Mitte des 1. Jahrtausends v. Chr.)

Archäologische Funde im Dorf Đông Sơn weisen darauf hin, dass im 3. bis 1. Jahrhundert v. Chr. in Vietnam Musikinstrumente wie Bronzetrommeln, Holzklappern, Mundorgeln und Schneckenhörner verwendet wurden. Vom 10. bis zum 15. Jahrhundert kamen chinesisch-indische Musikelemente hinzu. Die chinesische guqin (siebensaitige Zither) wurde von einer zweifelligen Trommel (chinesisch gu) oder einer Trommel, welche die Champa-Melodie spielte, begleitet. Zu dieser Zeit wurden zwei traditionelle chinesische Ensemble-Formationen und eine rudimentäre chinesische Theaterkunst eingeführt.
Vom 15. bis zum 18. Jahrhundert erreichte der chinesische Einfluss seinen Höhepunkt in Form von Hofmusik, der Nhã nhạc, die von zwei Orchestern gespielt wurde. Das erste Orchester bestand aus einem Lithophon aus 12 Klangkörpern, 12 Glocken, der se (25-saitige Zither), der guqin, Flöten, der Panflöte, einem Schraptiger, einer zweifelligen Trommel, einer Mundorgel und einer Gefäßflöte. Das zweite Orchester bestand aus 16 Windspielen aus Eisen, einer 20-saitigen Harfe, der viersaitigen pipa, einer Doppelflöte, einer zweiköpfigen Trommel und einer Mundorgel.
Nach der Hofmusik ging die zeremonielle Musik hervor. In buddhistischen Zeremonien wurden Gebete auf drei verschiedenen Wegen vorgetragen: als Rezitation in leiser Stimme, als Kantillation (Sprechgesang), die die sechs Töne der vietnamesischen Sprache befolgt, und als Gesang begleitet von einem Orchester bestehend aus zwei Trommeln, einer Glocke, einem Gong, Becken und Fideln.
Vom 19. Jahrhundert bis zum Zweiten Weltkrieg nahm die vietnamesische Musik wieder zunehmend Charakter an. Die Hofmusik wurde verboten und es wurde die populäre Musik bevorzugt. Unterschiedliche Musikstile entwickelten sich in Nord- und Südvietnam. Es kamen westliche Einflüsse hinzu, die sich in der Einführung von Instrumenten wie der Mandoline, der Konzertgitarre und der Violine sowie der Einführung der europäischen klassischen Musik und der westlichen Komposition zeigten. Im späten 20. Jahrhundert kam es zu einem Rückgang der traditionellen vietnamesischen Musik. Versuche einer Wiederbelebung begannen in den frühen 1970er-Jahren.
Während des Vietnamkrieges wurden Genres wie Rock ’n’ Roll und Metal auch in Vietnam bekannt. Mit der US-amerikanischen Militärpräsenz in Südvietnam kam es u. a. zur Entwicklung des V-Pop, der vietnamesischen Popmusik. Der vietnamesische Rap entwickelte sich ab 1997.

## Traditionelle Musik

### Chèo

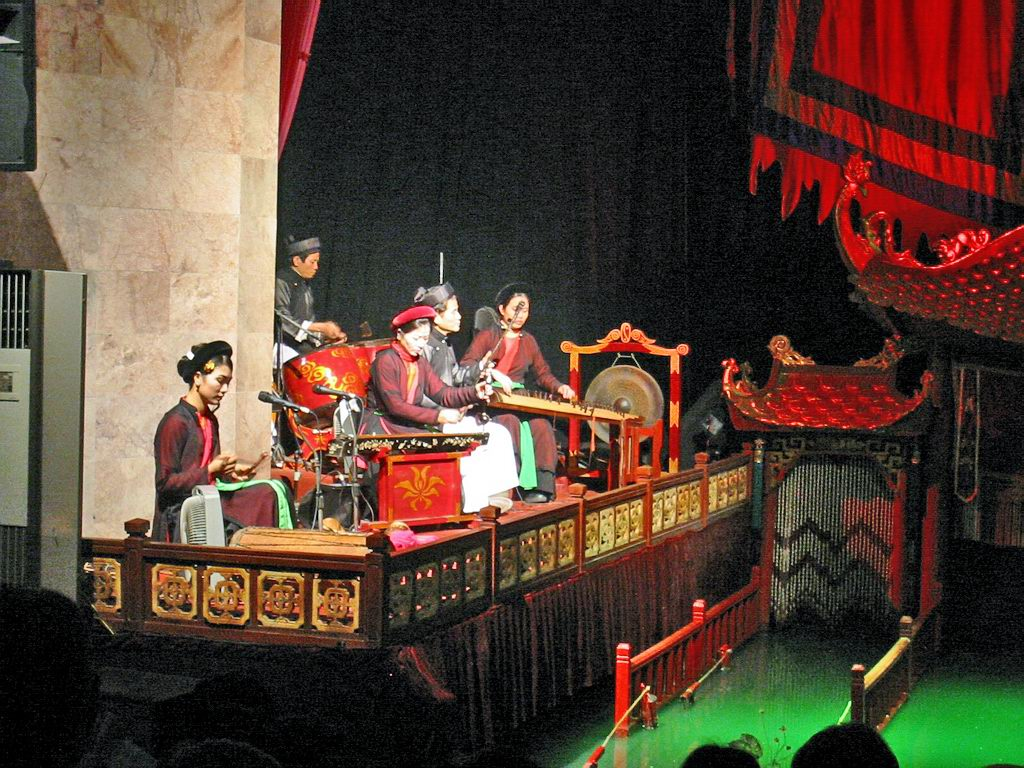
Chèo-Orchester des Wasserpuppentheaters in Hanoi

Als Chèo oder hát Chèo wird das vietnamesische Bauerntheater bezeichnet. Es wird gewöhnlich im Freien auf dem Vorhof des dörflichen Gemeindehauses aufgeführt. Chèo stammt vermutlich aus dem 11. Jahrhundert und hat seine Ursprünge in den Dorffesten im Mekongdelta. Nach der Ernte veranstalteten die Bauern Festivals in Form von Gesang, um Informationen auszutauschen und neue Beziehungen zu knüpfen. Wegen der satirischen und nonkonformistischen Art war Chèo am Königshof nicht sehr beliebt.
Die Aufführungen basieren oft auf romantischen oder tragischen Geschichten. Zu den Standardrollen gehören für gewöhnlich ein Held, eine Heldin und ein Clown bzw. ein Witzbold. Chèo verwendet die Sprache der gewöhnlichen Leute und es werden Sprichwörter und Rätsel erzählt, um die Identifikation der Zuschauer mit den Schauspielern und umgekehrt zu erleichtern. Traditionell wird jede Aufführung von einem Orchester begleitet, das sich aus Schlaginstrumenten, Bambusflöten, Violinen und Lauten zusammensetzt.

### Tuồng

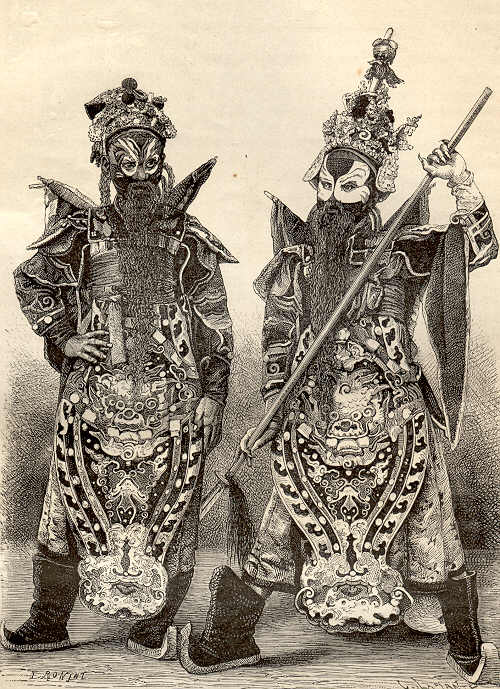
Kriegsherren-Kostüme für Tuồng (Hát Bội) in Huế (1874)

Tuồng, Hát Tuồng, in Südvietnam auch unter Hát Bội bekannt, bezeichnet die klassische vietnamesische Oper und ist ein Genre des vietnamesischen traditionellen Theaters. Sie ist eine vietnamesische Adaption (Umarbeitung) der chinesischen Oper, die von Königen und provinziellen Mandarinen als Kunst des königlichen Hofes betrachtet und für bestimmte Zielgruppen aufgeführt wurde, insbesondere in Zentralvietnam. Die Einführung der chinesischen Oper in Vietnam ging mit der Festnahme von Theatertruppen der mongolischen Armee einher, die im Jahr 1285 in Nordvietnam eingedrungen waren. Sie wurden am Leben gelassen, unter der Bedingung, dass sie den Vietnamesen ihre Theaterkunst beibrachten. Als eine Kunst ausschließlich für den Königshof wurde sie im 16. Jahrhundert unter dem Namen hát Bội durch den Dramatiker Đào Duy Từ (1572–1634) zur beliebten Form der Unterhaltung in Zentralvietnam. Während der Nguyễn-Dynastie im 18. und 19. Jahrhundert wurde Tuồng durch Truppen von Nguyễn-Lords auch in Südvietnam bekannt. Durch die jahrzehntelangen Kriege Mitte des 20. Jahrhunderts geriet die Kunst in Vergessenheit. Die letzte große Truppe von Musikern des Königshofes, Tänzern und Schauspielern für Tuồng in Huế wurde 1945 aufgelöst.
Chronologisch und inhaltlich können fünf verschiedene Stile der Tuồng unterschieden werden. Vor Ende des 19. Jahrhunderts waren die antike klassische Oper oder die klassische Oper des Königshofes (mit Stücken geschrieben von Mandarinen unter Patronage der Könige) und die klassische komische Oper mit Stücken wie Nghêu, Sò, ốc und Hến einflussreich. Ende des 19. Jahrhunderts entstanden unter dem Einfluss der französischen Kolonialherrschaft und der Auflehnung gegen die Königsherrschaft klassische Opernstücke geschrieben von patriotischen Gelehrten (Văn Thân). Von 1930 bis 1945 war die Romantik ein zentrales Thema und bildete die Grundlage der modernen klassischen Oper. Nach 1945 fanden historisch bedeutsame Stücke zur Aufrechterhaltung des Revolutionsgedankens und des Patriotismus Anklang.

### Quan họ

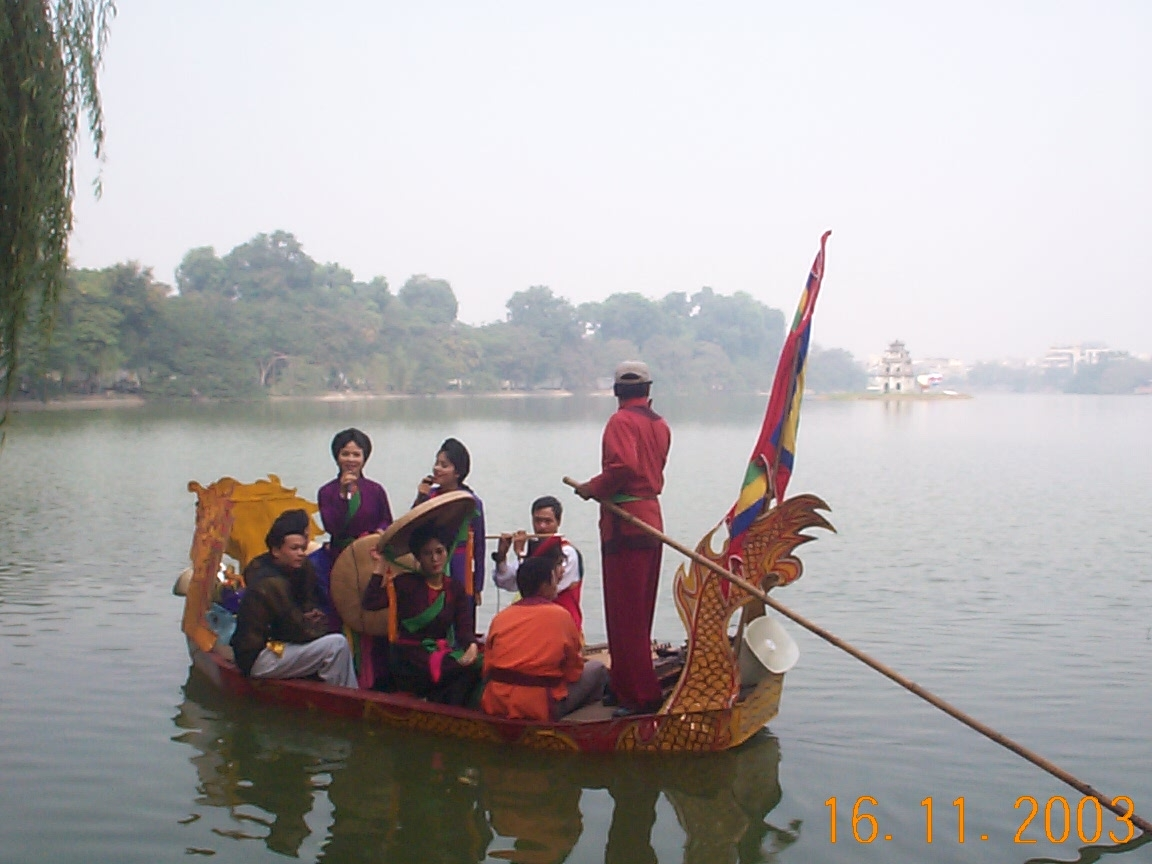
Quan họ-Gesang auf dem Hoan-Kiem-See, Hanoi

Quan họ („abwechselnder Gesang“) ist ein Genre der vietnamesischen Volksmusik, die oftmals zu Tết im Norden Vietnams aufgeführt wird. Quan họ stammt aus den Provinzen Bắc Ninh und Bắc Giang im Norden Vietnams und wurde am 30. September 2009 von der UNESCO als immaterielles Kulturerbe anerkannt. Historisch stammt Quan họ von der Hofmusik oder von religiösen Gesängen und wurde erstmals in der Lý-Dynastie zwischen dem 11. und 13. Jahrhundert erwähnt. Die Lieder handeln von der Liebe und den sentimentalen Wünschen der Jugendlichen. Früher wurde hauptsächlich Quan họ gesungen, um Freundschaften zu schließen, insbesondere zwischen Männern aus einem Dorf und Frauen aus einem anderen Dorf.
Die Lieder werden antiphonal gesungen, d. h. abwechselnd zwischen Gruppen von männlichen und weiblichen Sängern. Die männlichen Sänger werden als liền anh und die Sängerinnen als liền chị bezeichnet. Es wird in Form einer Konversation gesungen, indem die liền chị zunächst deren Gegenüber „herausfordern“ (câu ra) und anschließend die liền anh entsprechend darauf antworten müssen (câu đối). Traditionell wurden die Lieder a cappella aufgeführt. Bei der modernen Quan họ wird eine Kombination traditioneller Instrumente und oftmals ein Keyboard verwendet.
Liền anh tragen üblicherweise lange schwarze Kleider, schwarze Turbane und schwarze Regenschirme, die sie früher vor Sonne und Regen schützten und heutzutage als Modeaccessoire getragen werden. Hingegen tragen liền chị für gewöhnlich mehrschichtige Kleider, die als áo mớ ba mớ bảy bezeichnet werden, sowie eine schwarze Kopfbedeckung namens khăn mỏ quạ, die an den Schnabel einer Krähe erinnert. Die khăn mỏ quạ wird getragen, um das Gesicht ovaler aussehen zu lassen und attraktiver zu erscheinen. Ein weiteres Modeaccessoire für liền chị ist ein großer flacher Hut namens nón quai thao, wie ihn Bauern früher benutzten, um sich vor der Sonne zu schützen. Für Quan họ trägt nón quai thao ebenfalls zur Attraktivität der Frauen bei und wird als eine Art „Lautsprecher“ verwendet.
Das Lim-Fest wird als eines der größten Festivals für Quan họ betrachtet, das jährlich in der Lim-Pagode in der Provinz Bắc Ninh am 13. Tag des 1. Mondmonats gefeiert wird.

### Ca trù

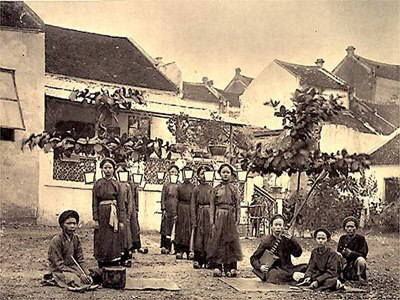
Musiker beim Spielen von Ca trù (1900er-Jahre)

Ca trù ist ein Genre der vietnamesischen Volksmusik und eine komplexe Form gesungener Poesie, die im Norden Vietnams praktiziert wird und Texte in traditionell-vietnamesischen Poesieformen verwendet. Der Ursprung und die Geschichte bleiben bis heute kontrovers. Ca trù erschien vermutlich erstmals im 11. Jahrhundert. Im 13. Jahrhundert während der Lý-Dynastie wurde Ca trù als eine Form der Unterhaltung für den Königshof anerkannt. Als Musikgenre erreichte Ca trù im 15. Jahrhundert seine Blütezeit.
Die häufigste Form der Ca trù-Aufführung umfasst drei Musiker: eine Sängerin (auch đào nương genannt, wobei nương auf Deutsch grob übersetzt „Jungfrau“ oder „Dame“ bedeutet), einen männlichen Lautenspieler und einen Zuschauer (der ebenfalls an der Aufführung teilnimmt). Mit besonderen Atemtechniken und Vibrato erzeugt die Sängerin einzigartige verzierte Klänge und spielt nebenbei die phách, ein Instrument aus zwei Holzstäben und einem Bambusblock, das als Schlaginstrument dient. Die phách wird als die „zweite Stimme“ der Sängerin betrachtet. Der Lautenspieler spielt die đàn đáy, eine dreisaitige Zupflaute aus Bergahorn, die ausschließlich für Ca trù verwendet wird. Der Zuschauer (oftmals ein Gelehrter oder ein Spezialist für Ca trù) spielt die trống chầu, eine Trommel. Die Trommel ist aus Büffelhaut und Jackfruchtholz gefertigt und auf einem Stock montiert, wodurch ihr typischer Klang entsteht. Die Art und Weise, wie der Zuschauer auf die Trommel schlägt, zeigt, ob er die Aufführung anerkennt oder ablehnt, aber immer nach dem Takt der phách. Manchmal wird auch nebenbei getanzt.
Andauernde Kriege und mangelnde Bekanntheit führten dazu, dass Ca trù im 20. Jahrhundert nicht mehr aufgeführt wurde. Obwohl die Musiker große Anstrengungen unternommen haben, das alte Repertoire an die jüngere Generation weiterzugeben, droht Ca trù aufgrund der abnehmenden Zahl und des zunehmenden Alters der Praktizierenden verloren zu gehen. Im Oktober 2009 wurde Ca trù in die Liste des dringend erhaltungsbedürftigen immateriellen Kulturerbes der UNESCO aufgenommen.

### Nhã nhạc
Nhã nhạc („elegante Musik“) ist eine Form der vietnamesischen Hofmusik, die eine Reihe von Musik- und Tanzstilen umfasst, die am vietnamesischen Hof vom 15. bis Mitte des 20. Jahrhunderts aufgeführt wurden. Nhã nhạc wurde in der Lê-Dynastie entwickelt und in der Nguyễn-Dynastie von den Nguyễn-Lords institutionalisiert. Sie wurde zum essentiellen Bestandteil von Zeremonien am vietnamesischen Hof. Außerdem diente Nhã nhạc zur Kommunikation und der Ehrung von Göttern sowie der Weitergabe von Wissen über die Natur und des Universums.

### Xẩm

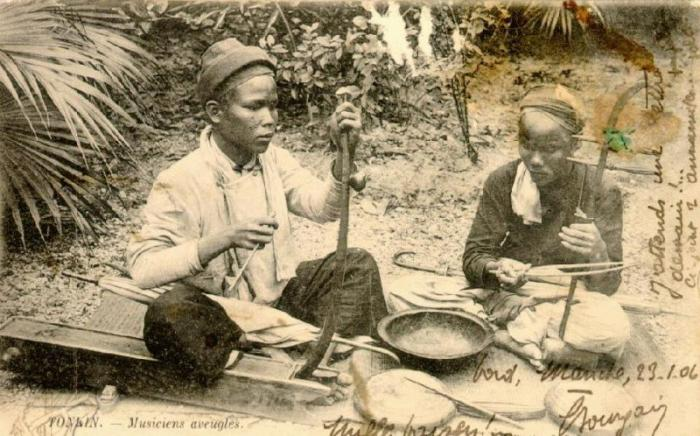
Blinde Musiker beim Spielen von Xẩm während der französischen Kolonialherrschaft Vietnams

Xẩm oder hát Xẩm („Volksmusik der blinden Bettler“) ist ein neulich wiederentdecktes Genre der vietnamesischen Volksmusik in den späten 1990er-Jahren. Xẩm wird überwiegend auf dem Land aufgeführt. Die Lieder erzählen Geschichten über die gewöhnlichen Leute und ihrer Lebensbedingungen in der Gesellschaft sowie die Lebenserfahrungen der Blinden. Hunderte von Xẩm-Musiker leben heute im nördlichen Flachland Vietnams, die jedes Jahr ein Festival für den Begründer dieser Art der Volksmusik, Trần Quốc Đĩnh, Sohn des Herrschers Trần Thánh Tông aus der Trần-Dynastie, veranstalten, der vermutlich ein blinder Prinz aus dem 15. Jahrhundert war.
Früher wurde Xẩm als Freizeitaktivität nach der Ernte betrieben. Die Bauern luden Xẩm-Truppen (eine Gruppe von Bettlern bestehend aus drei oder vier Personen) in ihre Dörfer ein, um vor ihren Familien die Musik vorzuspielen. In Kriegszeiten oder Zeiten schlechter Ernte mussten Xẩm-Sänger an viele Orte reisen, um ihren Lebensunterhalt zu finanzieren. Zu den Orten gehörten große Städte wie Hanoi, überfüllte Straßenbahnen, Autowerkstätten, Märkte und Straßenecken. Die gespielten Instrumente sind eher leicht, um ihren Transport zu ermöglichen. Dazu gehören die đàn nhị, zwei trống mảnh (leichte, kleine Trommeln), cặp kè (Instrument aus zwei Holzblöcken), đàn bầu und manchmal die chiêng (Gong). Die Lieder werden in improvisierter, volkspoetischer Form gesungen, häufig mit Saigon- oder Hanoi-Dialekt.

### Hát chầu văn
Hát chầu văn oder Hát văn („Trance-Musik“) ist die vietnamesische Form rituellen Gesangs. Sie kombiniert Trance-Gesang und -Tanz miteinander. Hát chầu văn ist eine religiöse Kunstform, die dazu dient, die Verdienste wohltätiger Gottheiten oder vergötterter Nationalhelden zu preisen. Sie stammt ursprünglich aus dem Mekongdelta und begann im 16. Jahrhundert in der Lê-Dynastie.
Man unterscheidet zwischen zwei Arten der Hát văn: Hát Thờ und Hát Lên Đồng. Hát Thờ ist der Gesang, der einen Gottesdienst begleitet. Hát Lên Đồng begleitet den Trance-Tanz und soll auf okkulte Kräfte reagieren sowie den Willen und die Befehle eines übernatürlichen Wesens ausdrücken. Das Hauptinstrument ist die đàn nguyệt, die von der phách (Klanghölzer), xeng (Klapper), trống chầu (Trommel) und der chiêng begleitet werden. Die đàn tranh und sáo (Flöte) werden beim Rezitieren bestimmter Gedichte gebraucht. Manchmal kommt die đàn bát âm (Xylophon mit acht Klangstäben) für bestimmte Zeremonien dazu.

### Đờn ca tài tử
Đờn ca tài tử oder Nhạc tài tử („Musik der Amateure“) ging aus dem späten 19. Jahrhundert hervor. Der Name beruht darauf, dass sie meistens von Laienmusikern in informellen Zusammenkünften gespielt wurde. Sie wurde zum wichtigen Bestandteil spiritueller Aktivität und zum kulturellen Erbe der Menschen in Südvietnam. Die Musik und Lieder erinnern an das Leben und an die Arbeit auf dem Land und an den Flüssen des Mekongdeltas. Đờn ca tài tử wird an zahlreichen Veranstaltungen wie Festivals, Trauerritualen und -feiern gespielt. Zu den gespielten Instrumenten gehören unter anderem die đàn nguyệt, đàn nhị, đàn tranh (16-saitige Zither), đàn tỳ bà (birnenförmige Laute), Schlaginstrumente, đàn bầu und die Bambusflöte.

### Cải lương
Cải lương (voller Name: Tuồng cải lương, „reformiertes Theater“) ist eine Form der modernen Volksoper und stammt aus dem frühen 20. Jahrhundert aus Südvietnam. Sie ist eine modifizierte bzw. transformierte Form des klassischen Theaters, der Tuồng, die auf der chinesischen klassischen Theaterform basiert. Cải lương weist Elemente aus südvietnamesischen Volksliedern, der đờn ca tài tử, der Tuồng und dem modernen gesprochenen Drama auf. Cải lương entwickelte sich während der französischen Kolonialherrschaft Vietnams und zeigt daher auch Einflüsse aus dem europäischen Drama. Sie erreichte um etwa die 1930er-Jahre ihren Höhepunkt und verbreitete sich in ganz Vietnam.
Es existieren zwei Hauptformen der Cải lương: Cải lương tuồng cổ (antike Form) und Cải lương xã hội (moderne Form). Bei der Cải lương tuồng cổ basieren die Handlungen auf Geschichten, Legenden und historischen Erzählungen von Helden, Königen und Königinnen aus der Feudalzeit. Die Schauspieler tragen oft altmodische Kostüme. Einige bekannte Theaterstücke dieser Form sind Lục Vân Tiên, Tiếng trống Mê Linh und Bên cầu dệt lụa. Der Inhalt einiger Theaterstücke dieser Form wurde von chinesischen historischen Geschichten und Legenden beeinflusst. Die Cải lương xã hội erzählt Geschichten aus der modernen vietnamesischen Gesellschaft: über Familienliebe, Liebesbeziehungen und soziale Beziehungen basierend auf kulturellen und sozialen Normen des Landes. Zwei bekannte Theaterstücke der Cải lương xã hội sind Đời cô Lựu und Tô Ánh Nguyệt.
Begleitet werden die Theaterstücke von einer speziellen Form des Gesangs, der Vọng cổ (wörtlich „Nostalgie für die Vergangenheit“), um die Stücke lebendiger und romantischer zu gestalten. Im Hintergrund wird entweder die đàn tranh oder die Gitarre gespielt.

### Nhạc dân tộc cải biên
Nhạc dân tộc cải biên („neotraditionelle Musik“) ist eine Form der vietnamesischen Volksmusik, die als Resultat der kulturellen und ideologischen Revolution Vietnams von 1954 bis 1986 entstanden ist. Sie repräsentierte eine Möglichkeit der Regierung, das kulturelle Image zu verändern und der revolutionären Ideologie eine Stimme zu geben. Viele traditionelle Genres wurden unterdrückt oder verboten, darunter hát chầu văn, nhạc lễ (rituelle Musik) und ca trù, da sie als abergläubische und rückständige Praktiken betrachtet wurden.

## Nhạc đỏ
Nhạc đỏ („rote Musik“) ist ein umgangssprachlicher Begriff für nhạc cach mạng („revolutionäre Musik“), das sämtliche Lieder umfasst, die die Revolution, den Vietnamkrieg und dessen Sieg zum Inhalt haben. Meistens wurden mit diesen Liedern die Führungskräfte und die kommunistische Partei geehrt sowie die Produktion an der Heimat- und der Kriegsfront unterstützt. Das Tempo ist meist schnell und die Melodie vehement. Einige Lieder waren emotional, aber diese wurden im Allgemeinen nicht gefördert.

## Nhạc vàng

Chế Linh, Bolero-Sänger (2019)

Nhạc vàng (je nach Definition „gelbe Musik“ oder „goldene Musik“) ist ein Musikgenre, das sich in den späten 1950er-Jahren in Südvietnam entwickelt hat. Eine politisch konnotierte Bezeichnung dieses Genres ist „gelbe Musik“, wobei „gelb“ vermutlich von der gelben Flagge Südvietnams stammte und somit der Nhạc đỏ oder der roten Farbe in der Flagge der Demokratischen Republik Vietnam entgegenwirken sollte. Andere bezeichneten dieses Genre als „goldene Musik“, was sich auf die Musik während der Blütezeit der kulturellen Entwicklung Saigons (frühe 1960er-Jahre bis vor 1975) bezog.
Ein Merkmal der Nhạc vàng ist die Kombination aus Bolero-, Rumba- und Habanera-Rhythmen mit der traditionellen Musik aus Südvietnam. Die Musik wird als langsam und traurig beschrieben. Die Lieder erzählten oft über das Leben, u. a. Familie, Land, Traurigkeit, Fröhlichkeit, aber insbesondere Krieg und Liebe. Der Hauptanteil der Nhạc vàng-Lieder machten Bolero-Songs aus. Aus dem Boom der Musikindustrie in Südvietnam kamen innerhalb von zwei Jahrzehnten berühmte Bolero-Sänger hervor, wie Thanh Thuý, Hoàng Oanh, Phương Dung, Thanh Tuyền und Chế Linh.
In Nordvietnam war Nhạc vàng verboten. Propagandakampagnen sollten die Leute von Nhạc vàng abhalten. Es ging sogar so weit, dass diejenigen, die erwischt wurden, bestraft und ihre Kassetten, Schallplatten und Notenblätter konfisziert wurden. Nach dem Fall von Saigon bis Mitte der 1990er-Jahre fand die zweite Massenmigration statt. Flüchtlinge, auch als Boatpeople bekannt, flüchteten insbesondere in die Vereinigten Staaten und konnten so die Nhạc vàng am Leben erhalten.

## Musik der vietnamesischen Diaspora

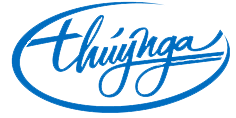
Logo von Thúy Nga Productions seit 2011

Nachdem Millionen von vietnamesischen Flüchtlingen nach dem Fall von Saigon im Jahr 1975 ins Exil geflüchtet waren, kam es zur Bildung eines neuen Musikgenres außerhalb von Vietnam. In den frühen 1980er-Jahren nahm die Zahl der Musiklabel im Ausland mit Ausrichtung auf die Musik der vietnamesischen Diaspora zu. Labels wie Thúy Nga Productions, Vân Sơn Entertainment und Asia Entertainment Inc. kamen zustande und produzierten die beliebten Shows Paris by Night, Vân Sơn und Asia. Es entstand ein Musikmarkt für Popmusik mit Videokassetten für vietnamesische Flüchtlinge, dessen Hauptproduzenten sich in Kalifornien (Little Saigon in Orange County) und Europa (insbesondere Paris) befanden. Die traditionelle Musik (nhạc cổ truyền) musste außerhalb Vietnams um ihr Überleben kämpfen.
Die Popmusik erreichte unter vietnamesischen Emigranten, insbesondere in den Vereinigten Staaten, große Beliebtheit. Thematisch handeln die Lieder ab Mitte der 1970er um die Nostalgie für Vietnam und Saigon, was sich Ende der 70er und zu Beginn der 80er zu Themen wie Widerstand und Kampf um die Rückeroberung des Landes und der Beschreibung des Lebens von Gefangenen in Vietnam verschob. Bis Mitte der 80er kam es zu einer Wiedergeburt von Vorkriegsliedern und seit 1985 zu einer Entwicklung einer New-Wave-Musik und einer Musik für chinesische Dramen. Seit Ende der 90er werden Lieder aus Vietnam mit den aus der vietnamesischen Diaspora miteinander kombiniert.

## Moderne Musik

### V-Pop

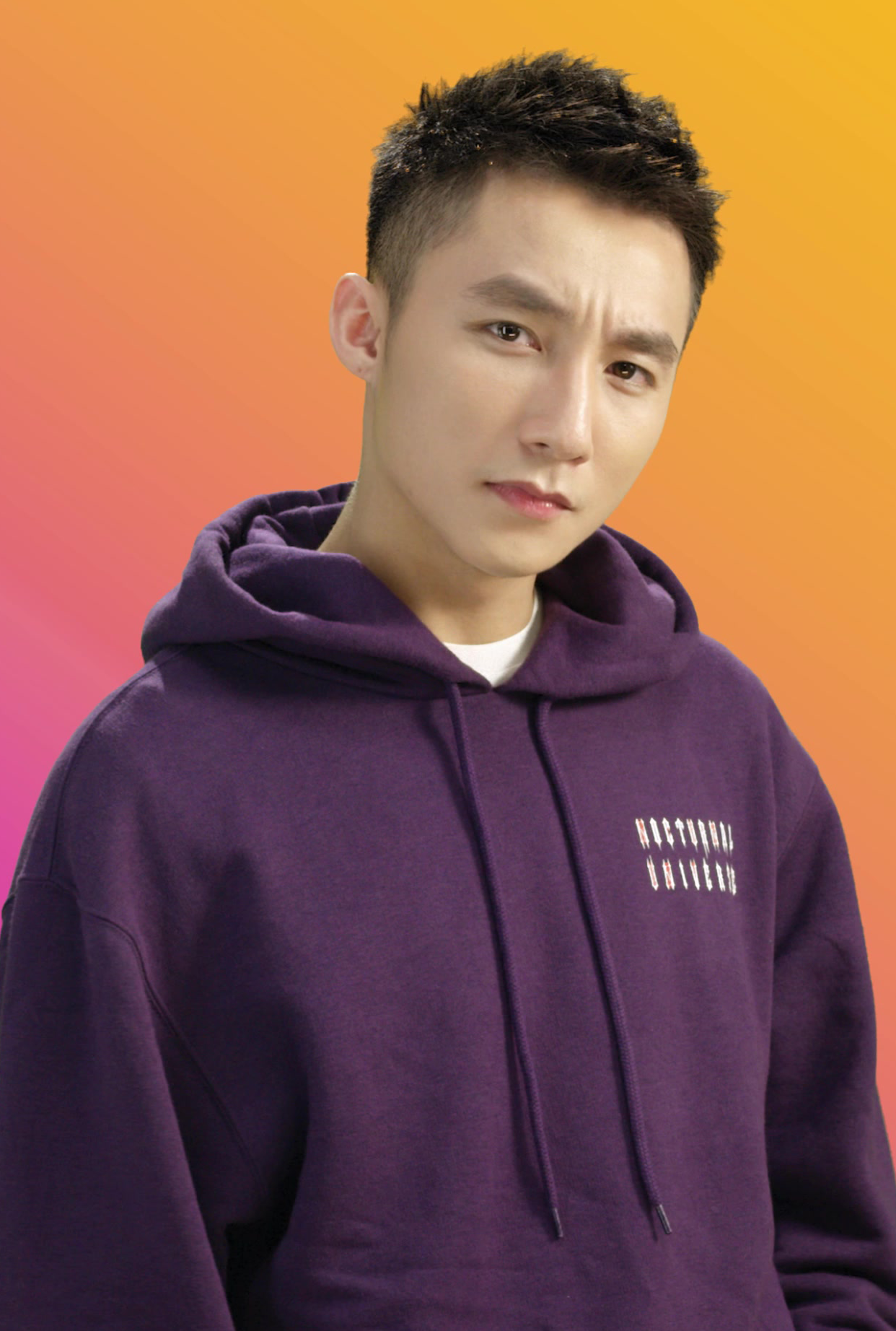
Sơn Tùng M-TP (2017)

V-Pop (nhạc pop Việt Nam oder nhạc trẻ „Jugendmusik“) ist eine Abkürzung für vietnamesischen Pop und ein Musikgenre, das vietnamesische Lieder von 1990 bis zur Moderne umfasst. Der V-Pop ging aus der Militärpräsenz der Vereinigten Staaten in Südvietnam hervor. In den frühen 1980er-Jahren erlebte V-Pop einen Aufschwung unter Trịnh Công Sơn, der die Themen Liebe und Krieg behandelte, die jedoch in den frühen 1990er-Jahren aus dem Blickfeld gerieten. Nach der Đổi mới wurde im Jahr 1997 die jährlich stattfindende Radioshow Làn Sóng Xanh („grüne Welle“) gegründet und markierte den Beginn eines inländischen Musikmarktes zur Entwicklung von tân nhạc („neue Musik“).
Der vietnamesische Sänger Sơn Tùng M-TP (aktiv seit 2012) wird oft als „Prince of V-Pop“ bezeichnet.

### Rock
Während der 1960er-Jahre brachten US-Soldaten Rock ’n’ Roll nach Saigon. Anfangs mit Skepsis betrachtet entstanden später vietnamesische Rockbands. Rock lässt sich in fast jeder vietnamesischen Musik-Show finden, wie Vietnam Idol, Sao Mai điểm hẹn und Bài hát Việt. Im Allgemeinen werden vietnamesische Musikgenres stark vom britischen oder amerikanischen Rock beeinflusst.
Nguyễn Thi Tâm (Künstlername: Phuong Tâm) war eine der ersten Rock-’n’-Roll-Sängerinnen, die in den frühen 1960er-Jahren in Teestuben (phòng trà) und Nachtclubs auftrat.

### Metal
Das US-Militär brachte den Metal nach Vietnam. Die Journalistin Soraya Kishtwari schreibt, dass Metal den Jugendlichen in Südvietnam eine Möglichkeit bot, ihre Frustrationen rauszulassen. Nach dem Abzug der US-Truppen und der Wiedervereinigung Vietnams kam es zu einer erneuten Unterdrückung der westlichen Kultur, sodass die vietnamesische Metal-Community zur Underground-Szene wurde. Kishtwari beschreibt, dass eine „Vietnamisierung“ des Metals stattgefunden hatte (bzw. eine Westernisierung der vietnamesischen Musik), die Themen wie kulturelle Werte der Familie und Spannungen innerhalb der vietnamesischen Gesellschaft behandelt sowie traditionelle Musikinstrumente mit einbezieht. Gegenwärtige Probleme der Metal-Community in Vietnam sind die mangelnde Popularität und der Drogenkonsum.
Der älteste vietnamesische Metalhead war Trung Thành Sago (1956–2021).

### Hip-Hop
Der vietnamesische Rap stammte aus dem Jahr 1997 aus Portland im US-Bundesstaat Oregon mit der Veröffentlichung des ersten vietnamesischen Rap-Songs Vietnamese Gang, geschrieben auf Vietnamesisch und Englisch von den Rappern Khanh Nhỏ und Thai Viet G., als Manifest für vietnamesischen Stolz und Brüderlichkeit. Wegen der Verherrlichung von Gewalt und der Verwendung von offensiven und provokativen Wörtern wurde dieses Lied damals von den Vietnamesen als „Kulturschock“ empfunden und der Rap wurde zu Beginn zunächst von unabhängigen Künstlern der vietnamesischen Diaspora weiterentwickelt. Von 2002 bis 2005 wurde der Rap der vietnamesischen Jugend bekannt und es bildeten sich Underground-Communities, insbesondere in großen Städten wie Hanoi und Ho-Chi-Minh-Stadt, wie Viet Rapper, Darapclub, VietHipHop usw. Im Jahr 2006 wurde der Rap zum wichtigen Bestandteil der vietnamesischen Musikindustrie. Anfang August 2020 starteten die TV-Shows Rap Việt und Thế giới Rap – King of Rap auf dem vietnamesischen Fernsehsender Vietnam TV (VTV), um nach talentierten Rappern zu suchen.
Mit dem vietnamesischen Rap wurden Probleme der Rassendiskriminierung und der kulturellen Identität ausgedrückt, die insbesondere Künstler der Diaspora betrafen, die mit mehreren Identitäten innerhalb der Familie und des sozialen Lebens zu kämpfen hatten. In der Vergangenheit wuchsen viele Rapper der Diaspora in vietnamesischen Ghettos der Vereinigten Staaten auf, die mit Gewalt, Bandenkriminalität und Alltagsrassismus zu kämpfen hatten. Eine große Anzahl von vietnamesischen Rap-Songs ist entweder teilweise oder ganz auf Englisch. Metaphern und Ironie werden eingesetzt, um die derzeitige Situation des Landes oder das kommunistische und sozialistische Regime zu kritisieren sowie auf die schnellen Veränderungen im sozialen und kulturellen Leben der Vietnamesen aufmerksam zu machen. Die Internetzensur in Vietnam stellt ein Problem für den vietnamesischen Rap dar. Die vulgäre Sprache des Raps widerspräche den traditionellen und kulturellen Werten Vietnams und viele Rap-Songs wurden daraufhin gesperrt. Um der Zensur entgegenzuwirken, bildeten sich Underground-Communities, die sich in Foren, Social Media und unabhängigen Websites treffen.
Einige bekannte vietnamesische Rapper sind Wowy, Nah und Suboi.

### Karaoke-Musik
Als Vietnam technische Fortschritte machte, wurde Karaoke ab den 1990er-Jahren populär. Karaoke wurde zur Freizeitbeschäftigung vieler Vietnamesen und es entstanden Karaoke-Bars in den größeren Städten Vietnams. Karaoke dient außerdem zur Stärkung der Bindung innerhalb der Familie, der Community oder eines Unternehmens. Der beliebteste Musikstil für Karaoke ist die traditionelle Ballade. Die jüngere Generation bevorzugt meistens westliche Popmusik und V-Pop.
In größeren Städten wie Ho-Chi-Minh-Stadt wurde der durch Karaoke erzeugte Lärm, neben dem Straßenverkehrslärm, zu einem Problem in Vietnam.